# يوجين توبين
يوجين توبين (بالإنجليزية: Eugene Tobin)‏ هو طيار جوي ‏ أمريكي، ولد في 4 يناير 1917 في لوس أنجلوس في الولايات المتحدة، وتوفي في 7 سبتمبر 1941 في باد كاليه في فرنسا بسبب قتل في المعركة.